# El deseo de los siglos

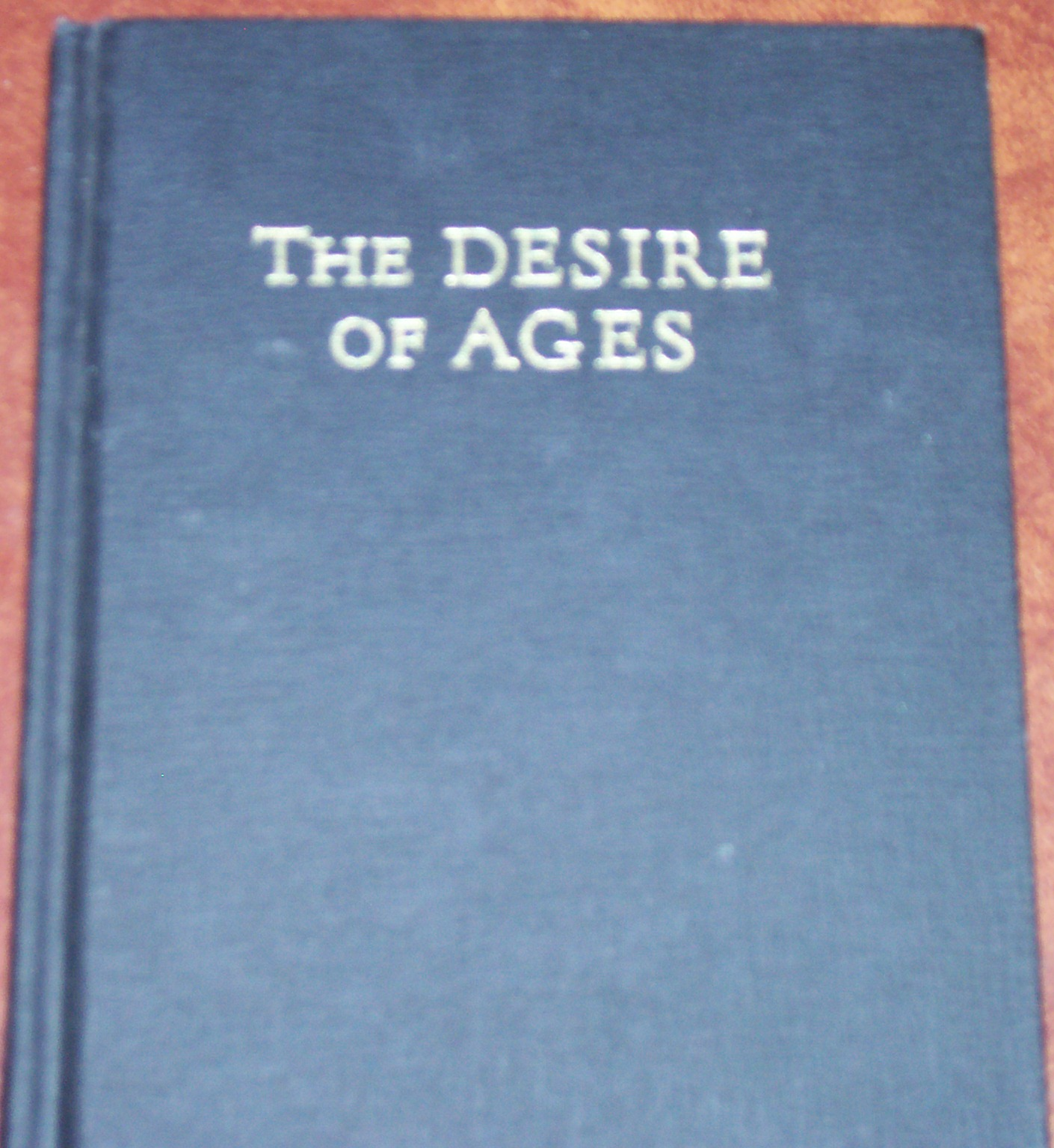
Imagen del libro Deseado de todas las gentes de Elena de White

El deseo de los siglos, también conocido como  El Deseo de todas las gentes o El deseo de las edades y en  inglés The Desire of Ages (DA) es un libro sobre la vida y las enseñanzas de Jesucristo escrito por la pionera de la Iglesia Adventista del Séptimo Día Ellen G. White. 

## Desarrollo e historia
Escrito en Sunnyside Historical Home en Nueva Gales del Sur, Australia,, DA publicó en 1898 al estilo de otras "vidas de Cristo" devocionales del siglo XIX y dependía en gran medida de varias de ellas. Más tarde, DA se comercializó como la tercera parte de una serie de cinco volúmenes de sus libros llamada "Conflicto de los Siglos", que cubre el material bíblico desde el Génesis hasta la Revelación, así como temas situados antes y después de ese período.
Los asistentes literarios de White recopilaron DA a partir de sus escritos sobre los Evangelios a lo largo de unos cuarenta años, especialmente dos obras anteriores, Spiritual Gifts, vol. 1 (1858) y partes de The Spirit of Prophecy, vols. 2-3 (1877 - 1878). Debido a que la revisión y ampliación final de estos materiales excedía lo que consideraban razonable para un solo volumen, los editores decidieron publicarlos como tres libros: Pensamientos desde el Monte de las Bendiciones (1896) -sobre el Sermón de la Montaña-, DA (1898) y Lecciones objetivas de Cristo (1900) -sobre las parábolas de Jesús-.
DA, cuyo título se basó en el lenguaje de Hageo 2:7 "Y sacudiré a todas las naciones, y vendrá el deseo de todas las naciones; y llenaré esta casa de gloria, dice el Señor de los ejércitos" (RV), cubre la mayor parte del ámbito narrativo de los Evangelios. Al hacerlo, se basa en los cuatro textos evangélicos y los entrelaza de forma selectiva y armoniosa, ignorando sus diferencias. Aunque sus lectores pueden encontrar su contenido valioso desde el punto de vista devocional, DA no es un comentario bíblico.